# Georg Rona
Georg Rona (geboren 14. November 1909 in Gutenstein (Niederösterreich); gestorben 26. Juni 1994 in Frederikssund) war ein österreichisch-dänischer Übersetzer.

## Leben
Georg Rona war ein Sohn des Juristen Ludwig Rona (–1919) und der Emilie Rosenfeld (–1944). Rona studierte Jus an der Universität Wien. Er heiratete 1933 Berta Supantschitsch, die Ehe wurde 1949 geschieden. Später war er mit Sonja Mardal verheiratet. Rona wurde 1935 promoviert und machte 1936 die Prüfung zum vereidigten Übersetzer für Dänisch. Er arbeitete als Unternehmensberater und gab auch Dänischunterricht in der Erwachsenenbildung.
Rona floh nach dem Anschluss Österreichs 1938 nach Dänemark, wo er sich als freier Journalist und Übersetzer durchschlug. Als die deutsche Judenverfolgung sich auch auf das besetzte Dänemark ausdehnte, floh er 1943 nach Schweden, wo er einen Lehrauftrag an der Universität Upsala wahrnahm. Er schloss sich der in Schweden aufgestellten Danska brigaden an.
Nach Kriegsende arbeitete er für dänische Verlage und als Herausgeber bei einer Gewerkschaftszeitung. Als Auslandskorrespondent schrieb er von 1949 bis 1962 für die Wiener Arbeiter-Zeitung. Er verfasste Sachbücher und übersetzte aus dem Deutschen ins Dänische und umgekehrt, darunter Novellen von Goethe und aktuelle Titel von Werner Keller und Konrad Lorenz sowie Landesinformationen und Reiseführer. Rona engagierte sich, wie schon in den 1930er Jahren in Wien, für die österreichisch-dänischen Beziehungen.

## Schriften (Auswahl)
- Den store kabalebog. Kopenhagen: Reitzel, 1949
- Turist in Østrig. 1950